# Corchorus africanus
Corchorus africanus là một loài thực vật có hoa trong họ Cẩm quỳ. Loài này được Bari mô tả khoa học đầu tiên năm 1977.